# 鍾性樸
鍾性樸（？年—？年），字文子，號古齋，直隸順天府大興縣（今北京市）人，一作江西吉安府吉水縣同水鄉鍾家團人。明末清初政治人物，崇禎末科進士。

## 生平
崇禎十五年（1642年）壬午科順天鄉試舉人，十六年（1643年）癸未科進士，吏部觀政，本年授济南府推官。明亡仕清。順治初，繼續任山東濟南府推官，歷官江西參議。累陞山東提學副使。

## 家族
曾祖鍾學。祖父鍾休亨。父鍾國相。有子鍾轅。